# Szalonca
Szalonca (1899-ig Szlavnicz-Vaszka, szlovákul Slavnica) község Szlovákiában, a Trencséni kerületben, az Illavai járásban. Szlavnic és Vászka egyesülésével jött létre. Erdőalja tartozik hozzá.

## Fekvése
Illavától 7 km-re nyugatra, a Vág jobb oldalán fekszik.

## Története

### Vászka
1324-ben „Wyschen” alakban említik először. 1375-ben „Wezka”, 1504-ben „Kys Zlawnicza alias Vaska” néven szerepel a korabeli forrásokban. Főbb birtokosai a Horeniczky, Szláviczky, Pribelszky és Rakolubszky családok voltak. 1598-ban 7 ház állt a településen. 1720-ban 3 adózója volt. 1784-ben 20 házában 21 családban 129 lakos élt.
A 18. század végén Vályi András így ír róla: „VASZKA, és Kardos Vaszka. Két tót faluk Trentsén Várm. földes Uraik Vietóris, Kardos, és több Urak, lakosaik katolikusok, fekszik ez Dományhoz, ama’ pedig Bolessóvhoz nem meszsze, és azoknak filiáji; határbéli földgyeik jól termők, javaik középszerűek.”
1828-ban 17 háza volt 114 lakossal.
Fényes Elek 1851-ben kiadott geográfiai szótárában így ír a faluról: „Vaszka, Trencsén m. tót falu, a Vágh jobb partján. Lakja 87 kath., 1 evang., 10 zsidó lak. Kicsiny de termékeny határ. F. u. többen.”
A falut a 19. század közepén csatolták Szaloncához.

### Szalonca
1379-ben említik először „Zlaunicha” alakban. 1397-ben „Slanica” formában jelenik meg. 1456-ban „Slawnycza” birtokba bevezették Bethchycz Tamást és fiait. 1461-ben „Magna Slašnycza”, 1475-ben „Slawnicza” néven említik a korabeli források. Birtokosai a Becsics és Sándor családok voltak. 1598-ban 35 ház állt a faluban. 1784-ben 63 házában 67 családban 339 lakos élt.
A 18. század végén Vályi András így ír róla: „SZLAVNICZA. Tót falu Trentsén Várm. földes Ura Sándor Uraság, lakosai katolikusok, fekszik Bolcsovnak szomszédságában, és annak filiája; határja is hozzá hasonlító.”
1828-ban 51 háza és 345 lakosa volt, akik főként mezőgazdasággal és állattartással foglalkoztak.
Fényes Elek 1851-ben kiadott geográfiai szótárában így ír a faluról: „Szlavnicza, tót falu, Trencsén vmegyében a Vágh jobb partján 269 kath., 13 evang., 10 zsidó lak. Eredeti helye a Sándor nemes családnak. Ut. p. Trencsén.”
A 19. század közepén csatolták hozzá Vászkát. A trianoni békéig Trencsén vármegye Puhói járásához tartozott.
1979-1991 között Bolesóhoz tartozott.

## Népessége
| Év:            | 1994. | 2004.   | 2014.   | 2024.   |
| -------------- | ----- | ------- | ------- | ------- |
| Emberek száma: | 786   | 820     | 846     | 864     |
| Eltérés:       |       | +4,32 % | +3,17 % | +2,12 % |

| Év:            | 2023. | 2024.   |
| -------------- | ----- | ------- |
| Emberek száma: | 856   | 864     |
| Eltérés:       |       | +0,93 % |

1880-ban 405 lakosából 9 magyar és 361 szlovák anyanyelvű volt.
1890-ben 435 lakosából 11 magyar és 392 szlovák anyanyelvű volt.
1900-ban 393 lakosából 14 magyar és 364 szlovák anyanyelvű volt.
1910-ben 410 lakosából 50 magyar és 339 szlovák anyanyelvű volt.
1921-ben 428 lakosából 2 magyar és 412 csehszlovák volt.
1930-ban 599 lakosából 3 magyar és 576 csehszlovák volt.
1991-ben 863 lakosából 1 magyar és 858 szlovák volt.
2001-ben 852 lakosából 848 szlovák volt.
2011-ben 842 lakosából 815 szlovák és 1 magyar volt.

## Nevezetességei

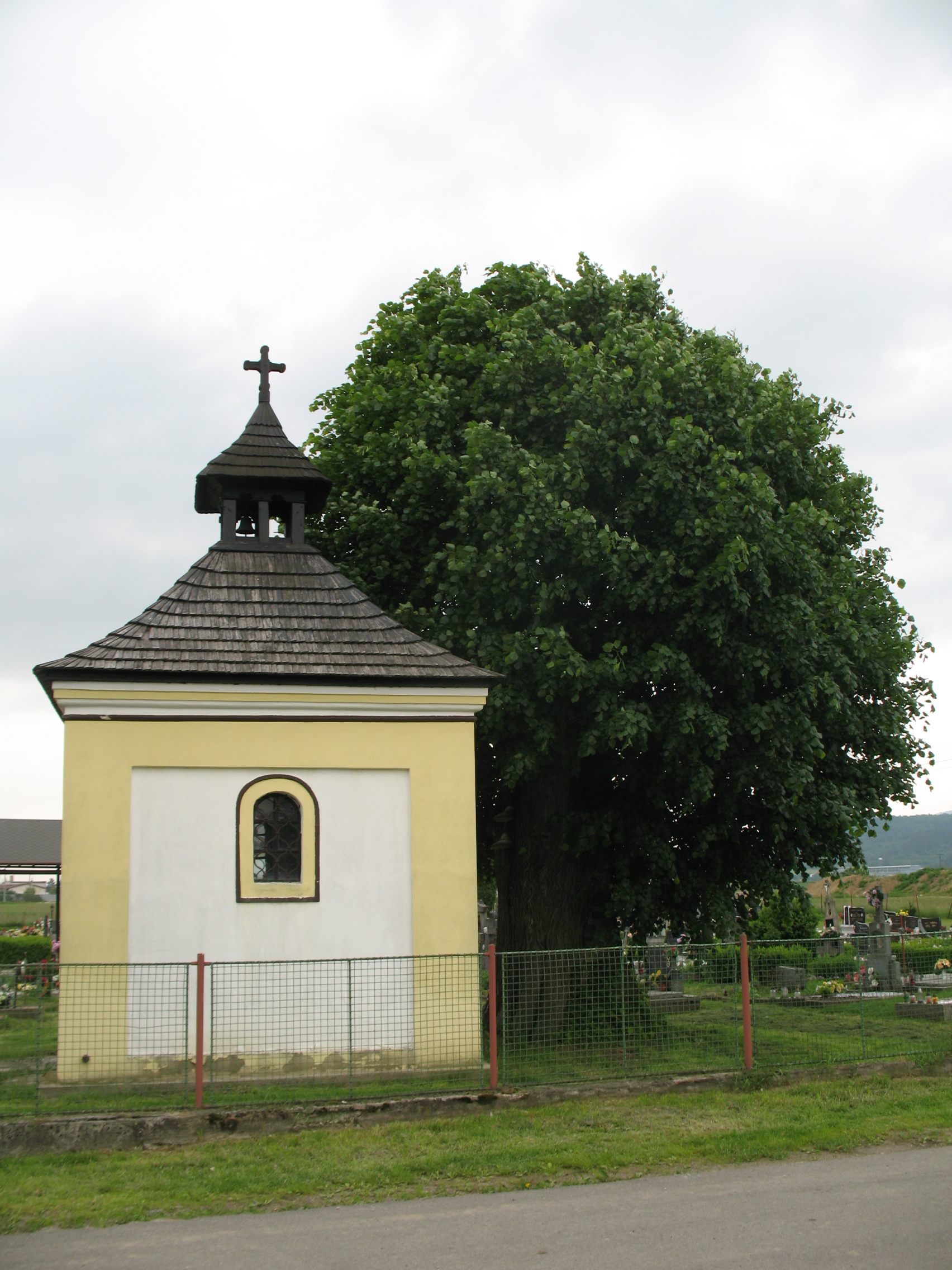
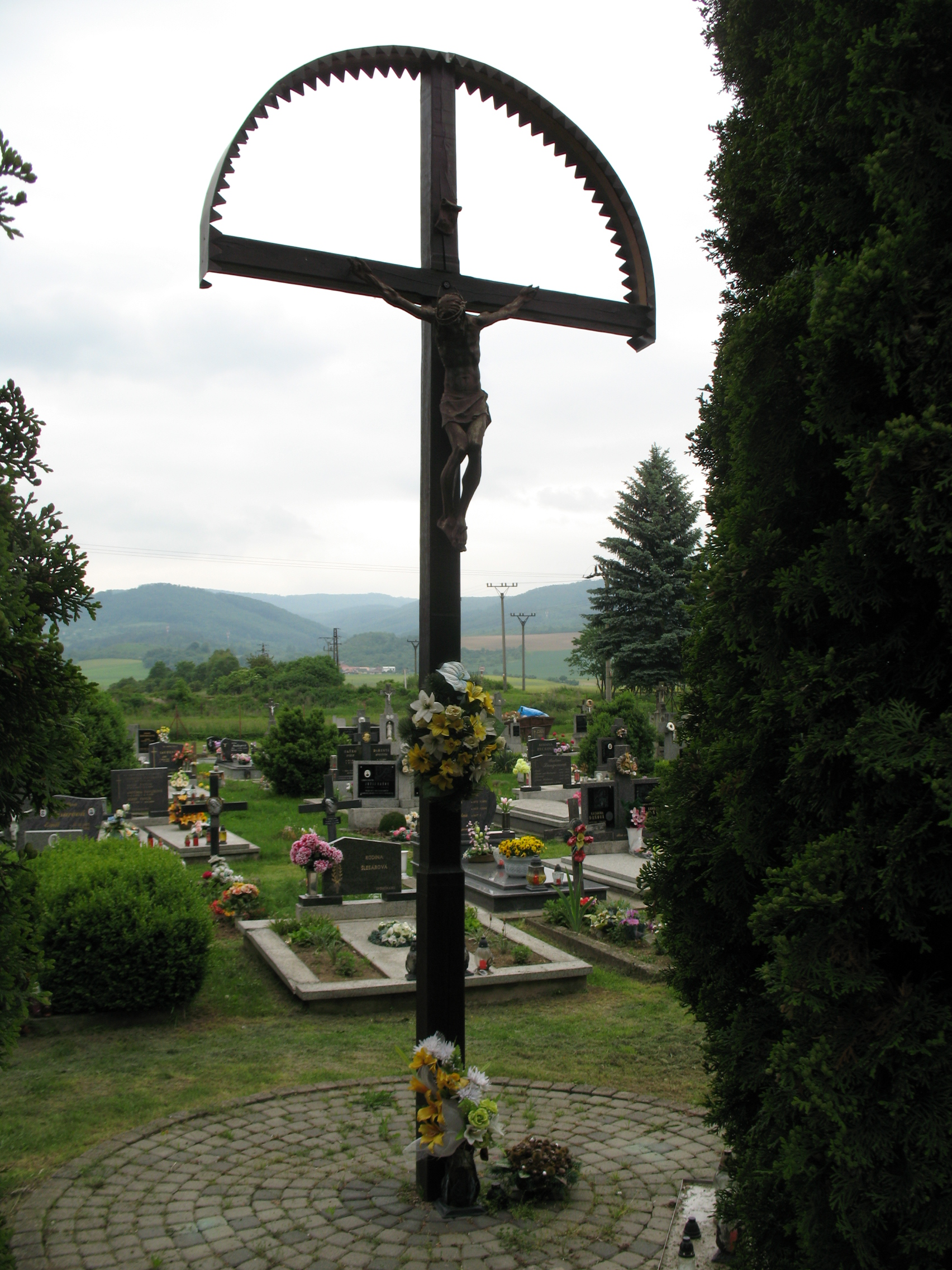
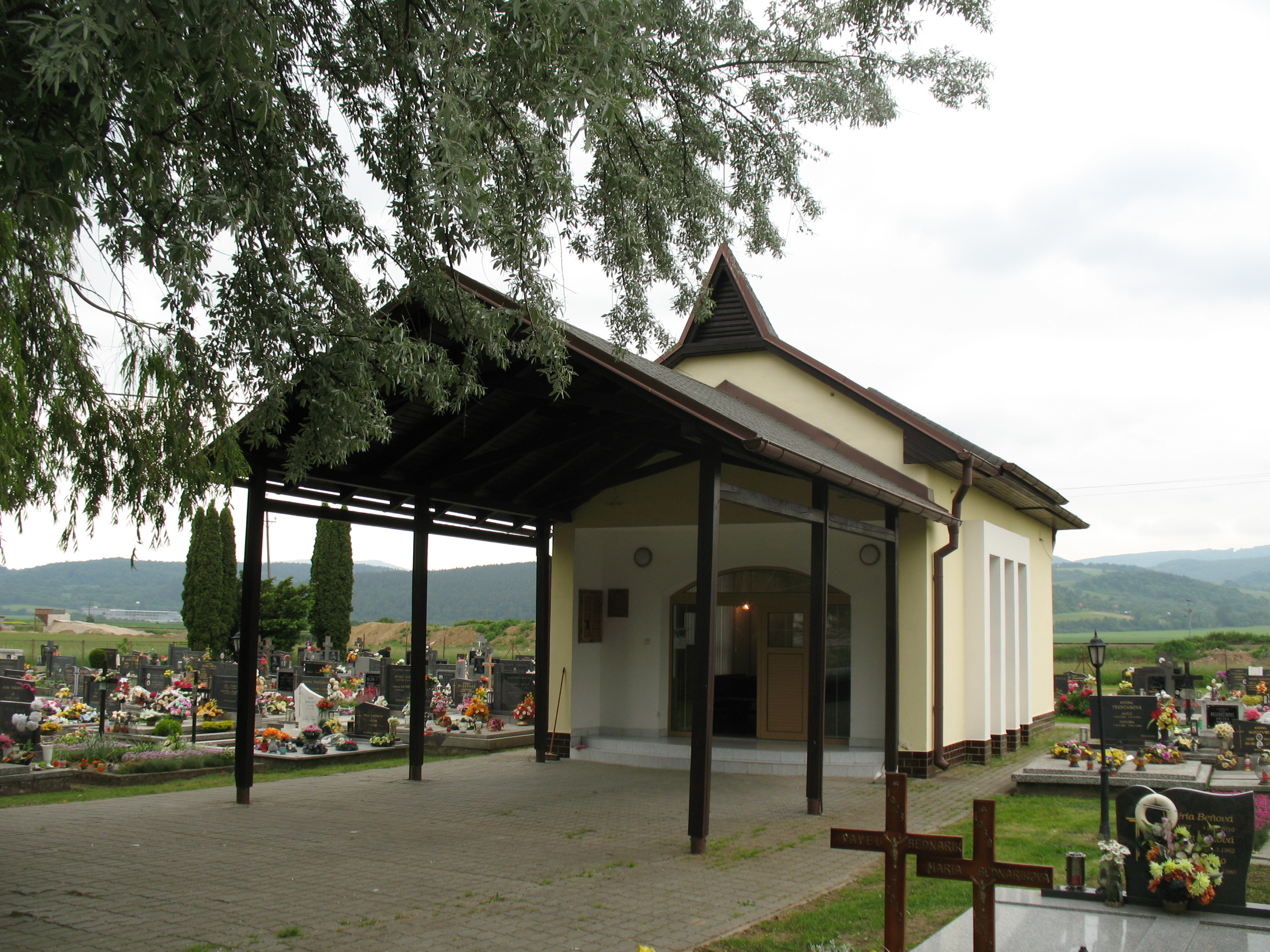

- Temetőkápolnája a 18. században épült barokk stílusban a Hétfájdalmú Szűzanya tiszteletére.
- A falu közepén álló fa harangláb 1921-ben épült.
- Közelében található az egykori Pominóc falu 12. századi Keresztelő Szent János temploma, melyet a 18. században barokk stílusban építettek át.

## Külső hivatkozások
- Hivatalos oldal
- E-obce.sk Archiválva 2008. szeptember 25-i dátummal a Wayback Machine-ben
- Községinfó
- Szalonca Szlovákia térképén

## Lásd még
- Erdőalja